# 김진곤
김진곤(金珍坤, 1987년 9월 10일 ~ )은 KBO 리그 전 kt 위즈의 외야수, 지명타자이다.

## 한국 프로야구 시절

### SK 와이번스시절
대학교 졸업 후 프로 구단의 지명을 받지 못해 신고선수로 입단했으나, 2군에서만 활동하다가 방출 후 입대했다.

## 한국 독립야구 시절

### 고양 원더스시절
제대 후 2012년에 입단했다.

## 한국 프로야구 복귀

### kt 위즈시절
2014년 7월 24일에 입단했다. 그는 고양 원더스가 배출한 마지막 프로 선수였다.
2019년 12월에 본인의 요청으로 방출됐으나, 새 팀을 구하지 못하고 현역에서 은퇴했다.

## 출신 학교
- 인천서흥초등학교
- 동산중학교
- 동산고등학교
- 제주산업대학교

## 가족관계
아버지는 전 MBC 청룡의 내야수, 지명타자였던 김바위다. 매형은 KBO 리그 롯데 자이언츠의 외야수, 지명타자인 전준우다.
또한 본인의 부인은 트로트 가수 오승하다.

## 통산 기록
| 연도 | 팀명  | 타율  | 경기 | 타수 | 득점 | 안타 | 2루타 | 3루타 | 홈런 | 루타 | 타점 | 도루 | 도실 | 볼넷 | 사구 | 삼진 | 병살 | 실책 |
| ---- | ----- | ----- | ---- | ---- | ---- | ---- | ----- | ----- | ---- | ---- | ---- | ---- | ---- | ---- | ---- | ---- | ---- | ---- |
| 2015 | kt    | 0.212 | 67   | 85   | 11   | 18   | 1     | 0     | 0    | 19   | 6    | 4    | 2    | 0    | 1    | 20   | 0    | 1    |
| 2016 | kt    | 0.125 | 13   | 8    | 1    | 1    | 0     | 0     | 0    | 1    | 0    | 0    | 0    | 0    | 0    | 1    | 0    | 1    |
| 2017 | kt    | 0.282 | 28   | 39   | 9    | 11   | 1     | 0     | 2    | 18   | 8    | 1    | 0    | 1    | 0    | 11   | 0    | 0    |
| 2018 | kt    | 0.143 | 19   | 21   | 4    | 3    | 1     | 0     | 0    | 4    | 0    | 0    | 2    | 2    | 0    | 3    | 0    | 0    |
| 2019 | kt    | 0.267 | 19   | 30   | 4    | 8    | 2     | 0     | 0    | 10   | 6    | 1    | 1    | 2    | 0    | 8    | 1    | 0    |
| 통산 | 5시즌 | 0.224 | 146  | 183  | 29   | 41   | 5     | 0     | 2    | 52   | 20   | 6    | 5    | 5    | 1    | 43   | 1    | 2    |